# Мусиенки
Мусиенки (укр. Мусієнки), село,
Ульяновский сельский совет,
Богодуховский район,
Харьковская область, Украина.
Код КОАТУУ — 6320888313.
Присоединено к селу Корбины Иваны в 1997 году.

## Географическое положение
Село Мусиенки находится на расстоянии в 1 км от левого берега реки Иваны.
На расстоянии в 1 км расположены сёла Корбины Иваны и Винницкие Иваны.

## История
- 1997 — присоединено к селу Корбины Иваны[1].